# Lista planetelor minore: 75001–76000
| Nume                                            | Denumire provizorie                             | Data descoperirii                               | Locul descoperirii                              | Descoperitor(i)                                 |                                                 |                                                 |                                                 |                                                 |                                                 |                                                 |                                                 |                                                 |                                                 |                                                 |                                                 |                                                 |                                                 |                                                 |                                                 |                                                 |                                                 |                                                 |                                                 |                                                 |                                                 |                                                 |                                                 |                                                 |                                                 |                                                 |                                                 |                                                 |                                                 |                                                 |                                                 |                                                 |                                                 |                                                 |                                                 |                                                 |                                                 |                                                 |                                                 |                                                 |                                                 |                                                 |                                                 |                                                 |                                                 |
| 75001–75100 Lista planetelor minore/75001–75100 | 75001–75100 Lista planetelor minore/75001–75100 | 75001–75100 Lista planetelor minore/75001–75100 | 75001–75100 Lista planetelor minore/75001–75100 | 75001–75100 Lista planetelor minore/75001–75100 | 75101–75200 Lista planetelor minore/75101–75200 | 75101–75200 Lista planetelor minore/75101–75200 | 75101–75200 Lista planetelor minore/75101–75200 | 75101–75200 Lista planetelor minore/75101–75200 | 75101–75200 Lista planetelor minore/75101–75200 | 75201–75300 Lista planetelor minore/75201–75300 | 75201–75300 Lista planetelor minore/75201–75300 | 75201–75300 Lista planetelor minore/75201–75300 | 75201–75300 Lista planetelor minore/75201–75300 | 75201–75300 Lista planetelor minore/75201–75300 | 75301–75400 Lista planetelor minore/75301–75400 | 75301–75400 Lista planetelor minore/75301–75400 | 75301–75400 Lista planetelor minore/75301–75400 | 75301–75400 Lista planetelor minore/75301–75400 | 75301–75400 Lista planetelor minore/75301–75400 | 75401–75500 Lista planetelor minore/75401–75500 | 75401–75500 Lista planetelor minore/75401–75500 | 75401–75500 Lista planetelor minore/75401–75500 | 75401–75500 Lista planetelor minore/75401–75500 | 75401–75500 Lista planetelor minore/75401–75500 | 75501–75600 Lista planetelor minore/75501–75600 | 75501–75600 Lista planetelor minore/75501–75600 | 75501–75600 Lista planetelor minore/75501–75600 | 75501–75600 Lista planetelor minore/75501–75600 | 75501–75600 Lista planetelor minore/75501–75600 | 75601–75700 Lista planetelor minore/75601–75700 | 75601–75700 Lista planetelor minore/75601–75700 | 75601–75700 Lista planetelor minore/75601–75700 | 75601–75700 Lista planetelor minore/75601–75700 | 75601–75700 Lista planetelor minore/75601–75700 | 75701–75800 Lista planetelor minore/75701–75800 | 75701–75800 Lista planetelor minore/75701–75800 | 75701–75800 Lista planetelor minore/75701–75800 | 75701–75800 Lista planetelor minore/75701–75800 | 75701–75800 Lista planetelor minore/75701–75800 | 75801–75900 Lista planetelor minore/75801–75900 | 75801–75900 Lista planetelor minore/75801–75900 | 75801–75900 Lista planetelor minore/75801–75900 | 75801–75900 Lista planetelor minore/75801–75900 | 75801–75900 Lista planetelor minore/75801–75900 | 75901–76000 Lista planetelor minore/75901–76000 | 75901–76000 Lista planetelor minore/75901–76000 | 75901–76000 Lista planetelor minore/75901–76000 | 75901–76000 Lista planetelor minore/75901–76000 | 75901–76000 Lista planetelor minore/75901–76000 |
| ----------------------------------------------- | ----------------------------------------------- | ----------------------------------------------- | ----------------------------------------------- | ----------------------------------------------- | ----------------------------------------------- | ----------------------------------------------- | ----------------------------------------------- | ----------------------------------------------- | ----------------------------------------------- | ----------------------------------------------- | ----------------------------------------------- | ----------------------------------------------- | ----------------------------------------------- | ----------------------------------------------- | ----------------------------------------------- | ----------------------------------------------- | ----------------------------------------------- | ----------------------------------------------- | ----------------------------------------------- | ----------------------------------------------- | ----------------------------------------------- | ----------------------------------------------- | ----------------------------------------------- | ----------------------------------------------- | ----------------------------------------------- | ----------------------------------------------- | ----------------------------------------------- | ----------------------------------------------- | ----------------------------------------------- | ----------------------------------------------- | ----------------------------------------------- | ----------------------------------------------- | ----------------------------------------------- | ----------------------------------------------- | ----------------------------------------------- | ----------------------------------------------- | ----------------------------------------------- | ----------------------------------------------- | ----------------------------------------------- | ----------------------------------------------- | ----------------------------------------------- | ----------------------------------------------- | ----------------------------------------------- | ----------------------------------------------- | ----------------------------------------------- | ----------------------------------------------- | ----------------------------------------------- | ----------------------------------------------- | ----------------------------------------------- |

| Predecesor: 74001–75000 | Lista planetelor minore 75001–76000 Semnificații ale numelor: 75001–76000 | Succesor: 76001–77000 |